# エフスターフィイ (戦艦)

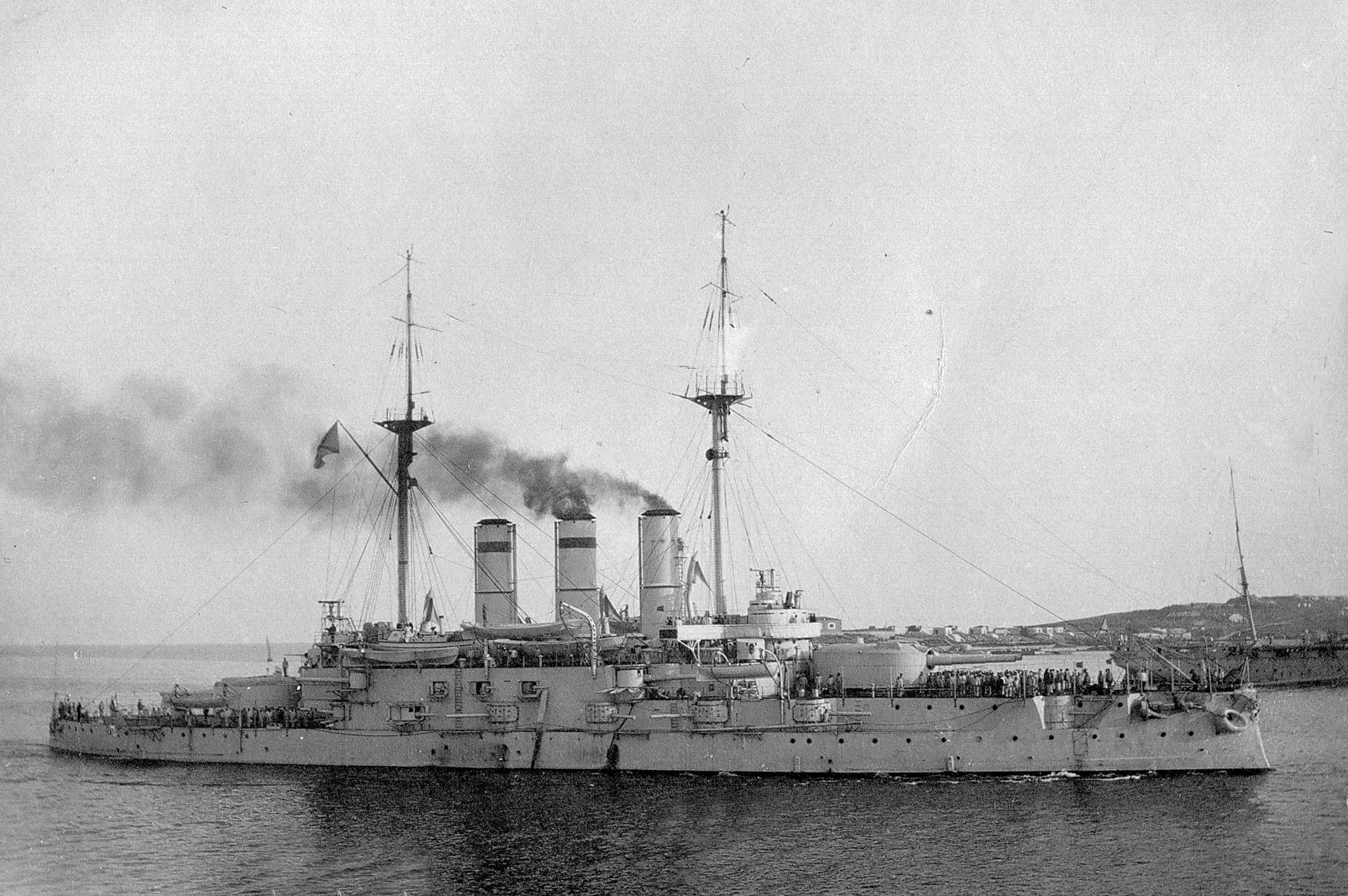

エフスターフィイ (Евстафий) はロシア海軍の前弩級戦艦。エフスターフィイ級。

## 艦歴
起工式が行われたのは1904年11月23日であったが、エフスターフィイの建造はそれより前の1904年7月13日に開始された。1906年11月3日進水。1911年5月28日竣工。1911年10月、ルーマニアのコンスタンツァ沖で座礁した。ただ、損傷は軽微であった。
第一次世界大戦の最初の1年ほど、黒海艦隊で最新鋭の戦艦であったエフスターフィイは、黒海艦隊の司令官アンドレイ・エベルガールト中将の旗艦であった。1914年11月2日にロシアがオスマン帝国に宣戦布告してから2週間後の11月15日、戦艦エフスターフィイ、イオアン・ズラトウースト、パンテレイモン、ロスティスラブ、トリー・スヴャチーチェリャ、巡洋艦3隻、駆逐艦3隻と水雷艇11隻からなる黒海艦隊が出撃しトラブゾン砲撃に向かった。艦隊は11月17日朝に砲撃を行い、それからアナトリア沿岸でオスマン帝国の船舶を攻撃しようとして西へ向い、17日午後遅くにセヴァストポリへ向かった。翌日、オスマン帝国の巡洋戦艦ヤウズ・スルタン・セリム、巡洋艦ミディッリと遭遇し、サールィチ岬の海戦が発生した。エフスターフィイは最初の斉射でヤウズ・スルタン・セリムに命中弾を与えたが、エフスターフィイも5度命中弾を受けた。ただし、内1発は不発だった。この海戦でエフスターフィイでは34人が死亡し24人が負傷した。エフスターフィイは12インチ砲弾を12から16発、8インチ砲弾を14発、6インチ砲弾を19発発射した。
海戦後、装甲板を幾つか取り替える必要が生じた。ドヴィエナザット・アポストロフからそれを調達し、修理は11月29日までに完了した。1915年1月9日、黒海東部での任務からの帰投途中のオスマン帝国巡洋艦ミディッリおよびハミディイェがロシア艦隊とであった。ミディッリの砲撃がエフスターフィイの前部砲塔に命中し、一時的に使用不能となった。2隻の巡洋艦は優速を生かして逃走した。
エフスターフィイとイオアン・ズラトウーストは、1915年3月18日から5月9日に間に何度か実行されたボスポラス砲撃作戦に支援部隊として参加した。最初の2度の砲撃の際は何事も無かったが、5月9日に砲撃の際は反応があった。ロシアの戦艦は駆逐艦ヌムネイ・ハミイェトに発見され、ヤウズ・スルタン・セリムと戦闘になった。最初は両軍とも命中弾は得られなかった。途中で、パンテレイモンとトリー・スヴャチーチェリャが戦闘に加わった。パンテレイモンはヤウズ・スルタン・セリムに2度命中弾を与え、ヤウズ・スルタン・セリムは逃走した。エベルガールトはヤウズ・スルタン・セリム追跡を試みたが、不成功に終わった。
1915年10月、イオアン・ズラトウーストとパンテレイモンがゾングルダクを砲撃し、エフスターフィイがKozluを砲撃した。1916年5月、エフスターフィイ級2隻はヴァルナ砲撃に参加した。
1918年3月、エフスターフィイとイオアン・ズラトウーストはセヴァストポリで予備役となった。5月、2隻はドイツにより捕獲された。12月には連合国の手に渡った。イギリスはクリミア半島から撤退する際、ボリシェヴィキにより使用されるのを防ぐため1919年4月22日から24日に両艦の機関を破壊した。ロシア内戦中両勢力に捕獲されたが、1920年11月に白軍がクリミア半島から撤退する際に放棄された。1921年7月6日、エフスターフィイはRevoliutsiiaと改名された。
1922年から1923年にかけて解体された。1925年11月21日除籍。